# Eugenia tetrasticha
Eugenia tetrasticha är en myrtenväxtart som beskrevs av Eduard Friedrich Poeppig och Otto Karl Berg. Eugenia tetrasticha ingår i släktet Eugenia och familjen myrtenväxter. Inga underarter finns listade i Catalogue of Life.